# Gálszécs
Gálszécs (szlovákul Sečovce) város Szlovákiában, a Kassai kerület Tőketerebesi járásában. Albény és Kohány tartozik hozzá.

## Fekvése
Kassától 37 km-re keletre, az Eperjes-Tokaji-hegység keleti oldalán fekszik.

## Nevének eredete
Neve a szláv seč (= erdőirtás) főnévből ered; előtagja Gál zólyomi főispánra utal, aki 1376-ban a falu birtokosa volt.

## Története
A régészeti leletek tanúsága szerint területén már az újkőkorban is éltek emberek. A város központjában a bükki kultúra tárgyi emlékeit tárták fel. A későbbi korokból a bronzkor, a hallstatti és laténi kultúra településeinek nyomaira bukkantak. Kerületek elő leletek a kelta, és a római korból, valamint a korai szláv időszakból: a 7.–9. századból is.
A mai település első írásos említése 1245-ből származik, amikor IV. Béla király megerősíti Széccsel szomszédos birtokaiban az Aba nembeli Pétert. A következőkben 1320-ban említik „Szécs” néven. 1376-ban Gál zólyomi ispán birtoka, magyar nevét is róla kapta. 1437-ben Gálszécsnek már vásártartási és vámszedési joga volt. A településnek egykor vára is állt, melyet 1439-ben a husziták építettek. 1451-ben Rozgonyi Lőrinc sikertelenül ostromolta, 1457-ben Mátyás foglalta el. 1460 körül Perényi István ostrommal vette be. Későbbi sorsa ismeretlen, nyoma nem maradt. 1601-ben innen indította Bocskai a Habsburg ellenes felkelést. 1633-ban pestisjárvány pusztított. 1647-ben a török, 1676-ban a kurucok pusztították a települést. A 18. századig magyar többségű településre szlovákok, ruszinok és zsidók települtek. A magyar és ruszin lakosság nagyrészt elszlovákosodott.
A 18. század végén Vályi András így ír róla: „GÁLSZÉTS. Tót mező Város Zemplén Vármegyében, földes Urai több Uraságok, lakosai katolikusok, ó hitűek, evangelikusok, és reformatusok, fekszik napkel. Kohányhoz fél, ésszak. Kerepléhez egy, nap nyugot. Tarnokához is egy órányira, térséges határja három nyomásbéli, gabonát, árpát terem, erdője van, szőleje kevés, és a’ legalább való bort termő, víz nélkűl szűkölködik, piatza Kassán.”
1830-ban földrengés rázta meg a városkát, majd 1831-ben a kolera szedett áldozatokat, ugyanebben az évben tűzvész is pusztított.
Fényes Elek 1851-ben kiadott geográfiai szótárában így ír a városról: „Gálszéch, orosz-tót-magyar mváros, Zemplén vmegyében, egy kies vidéken, Ujhelyhez északra 5 1/2 mfdnyire: 548 római, 703 gör. kath., 4 n. e. óhitü, 35 evang., 120 ref., 249 zsidó lak. Római és görög kath., ref. anyatemplom. Synagóga. Vizi malom. Népes országos vásárok. Ékesiti a Szemere uraság 4 tornyu kastélya. Szántóföldje 2530 hold, s jó mivelés mellett mindent megterem. 1255-ben ezen helység Purusztyán (Borostyán) várhoz tartozott, s az Aba nemzetségbül származott Peteuroz Péter birta. Fiának hütlensége miatt Miczbán gróf fiainak adatott 1320-ban. 1402-ben Comes Gál de Zéch zólyomi főispány a helységet mezővárosi rangra emelte, s vásárokat hozott be. 1603 a Bocskay zendülés itt vevé kezdetét, 1685 egy része a helységnek b. Fischer Mihálynak, másik része a Homonnai Drugetheknek ajándékoztatott. Mostani földes urai: b. Fischer, Szemere, Kálhásy, Puky, Tomsics, s m. t. Ut. p. Vécse.”
1873-ban újabb kolerajárvány tört ki. Borovszky Samu monográfiasorozatának Zemplén vármegyét tárgyaló része szerint: „Gálszécs, magyar kisközség 378 házzal és 3173, tóttal vegyes, túlnyomóan róm. kath. vallású lakossal. Első birtokosául, egy 1255-iki feljegyzés szerint, az Aba nemzetségbeli Péter mestert említik. De hiteles okirat csak 1320-ból van, a mely Micz bán fiait nevezi meg Gálszécs uraiként. 1376-ban Szécsi Gál zólyomi főispáné volt, a ki a városnak a Gál-Szécs nevet adta s ettől fogva Gálszécsynek nevezte magát. 1402-ben is Gallus de Zeech néven szerepel birtokosa s ekkor szabadalmas községgé lett. A vallásháborúk idején sokat szenvedett Gálszécs is. 1439-ben a husziták hatalmukba kerítették és várat is építettek ide. Rozgonyi Lőrincz ugyan megkísérelte kiverni a bitorlókat 1451-ben, de a cseh rablók újra elhódították a várat, a honnan csak Mátyás királynak sikerült őket 1459-ben véglegesen kiűzni. 1459-ben a Nátafalusi Csontosoknak is van itt birtokuk. Alig szabadította fel Mátyás király a gálszécsi várat, 1460 körül Perényi István támadott rá ellenséges módon és elfoglalta a Gálszécsi családtól. De később a Gálszécsieket ismét visszahelyezték a jogaikba, a mint azt egy 1487-iki okirat bizonyítja. A XV. században a következő családoknak vannak birtokaik Gálszécsen: Ágóczi, Bacskói, Csapi, Csontos, Soós, Szerdahelyi, Szécsi, Sztrithei, Tárczai, Upori. Bocskay György hűtlensége következtében 1567-ben a város egy részét Kálnássy Ferencz kapta. Az 1598-iki összeírás szerint Rákóczy Ferencz, Tussay János özvegye, ZokolyPéter, Soós István, Keczer István, Szürthey Miklós özvegye, Csapy György és Homonnay György a birtokosok. A gálszécsi uradalmat 1600-ban Szemere Albert szerezte meg. Három évvel később itt kezdődött a Bocskay-féle felkelés. Nyolczvan évvel később báró Fischer Mihályt iktatják a birtok egy részébe. A XVIII. század végén a következő birtokosokat írták össze: Szemere, Kálnássy, báró Fischer, Fáy, Puky, Szilassy, Pekáry, Márton, Soltész, Pánthy, Tomsics. A Szemere családnak négytornyú kastélya volt itt, melynek ma már nyoma sincsen. A mult században a Szemere, Nemessányi, Puky, Szilassy, Kálnássy és Kácsándy családok az urai és jelenleg Molnár Bélának van itt nagyobb birtoka. Gálszécs járási székhely, körjegyzőséggel, vasúti állomással. Négy temploma közül a legrégibb a római katholikus, a mely 1494-ben épült, Bacskay András buzgalmából. A templom 13 mázsás harangját 1667-ben önttették Bacskay István és Szemere László. Két szép úrilak is van a községben; az egyik báró Fischer Gusztávé, a másik Molnár Józsefé. Gálszécs határában feküdt Dobrosnya község, mely a XIV. században virágzó helység volt, de nyomtalanul elpusztult. Ugyancsak itt feküdt Albény (Albun, Alben, Albin), mely a mai Albin-puszta helyén terült el. Ez a község az 1358. évben kelt feljegyzés szerint a Szerdahelyi család birtoka volt. 1440-ben iktatták itt be Szerdahelyi Miklóst és 1489-ben a Gálszécsy családot. 1512-ben Csebi PogányZsigmondot, majd 1528-ban Szerdahelyi Lászlót, 1548-ban Istvánffy Pált, 1561-ben Serédy Gáspárt, továbbá Albén egyes részeibe Mérey Annát. 1569-ben Kálnássy Ferenczet helyezték birtokba, kívüle még Rákóczy György és Deregnyey Pál is birtokosai voltak. Az 1598-iki összeírás a következőket sorolja fel: Homonnay György, Rákóczy Ferencz, Malikóczy Gábor, Bacskay Miklós, Soós István, Csapy Ferencz, Szürthey Miklós özvegye, Rákóczy Zsigmond. 1600-ban a Daróczyakat iktatják némely részeibe, 1629-ben pedig a Csapyakat, de 1637-ben Drugeth György királyi adományképen kapja. 1663-ban, a mikor a falu Soós György tulajdona, a pestis pusztítja a lakosokat. Ugyanakkor Bocskay Istvánnak is van benne része. A mult században a báró Fischer, Molnár és a Kéry családok a nagyobb birtokosai. Ugyancsak Gálszécs határában fekhetett a XV. században Gödöny (Geuden) község, melynek 1417-ben Geöden László volt a földesura. 1429-ben a Csapyak, 1500-ban Sztrithei László, 1548-ban Némethy János, 1550-ben Panithy János, 1562-ben Kasuhy Julia, Bogáthy Borbála és Rákóczy Erzsébet, 1562-ben pedig Némethy Sára bírták. A XIV. században még virágzó község volt itt Kökényes (Kukenus) is. Jelenleg két major van a község határában: a Ghyczy- és a Verbőczy-major. Ez utóbbi helyén hajdan szintén község terült el, melyről okiratok tanúskodnak. Itt iktatták be 1425-ben Leszteméri Orbánt, 1570-ben ThuryJánost és 1575-ben Szentivány Györgyöt és Jezerniczky Györgyöt. Róm. kath. templomában Bocskay czímerrel ékesített emlékek láthatók. Szemere Miklós költő itt van eltemetve a családi sírboltban.”
A trianoni diktátumig Zemplén vármegye Gálszécsi járásának székhelye volt.
1948-ban csatolták hozzá Kohányt.

### Albény
Fényes Elek 1851-ben kiadott geográfiai szótárában így ír a településről: „Álbény, puszta, Zemplén vármegyében, Gálszécs fiókja: 32 r., 56 g. kath., 2 ref. lak., 1007 hold szántófölddel. F. u. a Gálszécsi urak.”
A 19.-20. század fordulója környékén került Gálszécshez.

### Kohány
A 18. század végén Vályi András így ír róla: „KOHÁNY. Tót falu Zemplén Várm. földes Urai több Uraságok, lakosai katolikusok, és másfélék, fekszik n. k. Gerendához 1/2, n. nyúg. Gálszécshez is 1/2, dél, Nagy Ruszkához 1 órányira, térséges határja, ’s fekete ritka földgye három nyomásbéli, erdeje, szőleje nints, piatza Kassán.”
Fényes Elek 1851-ben kiadott geográfiai szótárában így ír a faluról: „Kohány, Zemplén vmegyében, orosz-tót falu, Gálszécs fil., 94 róm., 571 g. kath., 57 evang., 40 ref., 23 zsidó lak., 856 h. szántófölddel. F. u. többen.”
Borovszky Samu monográfiasorozatának Zemplén vármegyét tárgyaló része szerint: „Kohány, tót kisközség 121 házzal és 760 lakossal, kiknek nagyobb része róm. kath. vallású. Postája, távírója és vasúti állomása Gálszécs. A Gálszécsi család ősi birtoka. 1474-ben Buzlai Miklóst iktatják Gálszécsi Miklós itteni részeibe. Négy évvel később a Széchiek ismét egy birtokrészt zálogosítanak el Tárczai Mártonnak és Jánosnak, de ugyanakkor a Sempseiek is birtokosok. 1500-ban Tárczai Jánost és Sztrithei Ozsvátot iktatják egyes részekbe s ebben az évben Rákóczy György, Kálnássy Ferencz és Deregnyei Pál kapnak itt kir. adományt. 1570-ben Vékey Ferencz is földesura, ki a maga részét leányának, Csapy Gergelynének hagyományozza. Az 1598-iki összeírás nyolcz birtokosát sorolja fel ú. m. Farkas Andrást, Bacskay Miklóst, Possay Balázst, Malikóczy Gábort, Kálnássy I. Ferenczet, Homonnai Györgyöt, Csapy Ferenczet és Szürthey Miklós özvegyét. 1600-ban a Daróczyaknak, 1634-ben a Kácsándyaknak is van itt birtokuk. 1637-ben Drugeth György kap itt kir. adományt némely részekre, 1663-ban pedig Bocskay István és Soós György. 1739-ben Kácsándy Lászlót, 1754-ben Kálnássy Ádámot és II. Ferencz iktatják egyes részekbe s 1774-ben a Kácsándyakon kivül még Szemere Lászlónak és Ádámnak, Máriássy Sándornak, Puky Andrásnak, Szilassy Jánosnak és Kálnássy Ádámnak van itt birtokuk. Ugyanez időtájt birtokosok itt a Fáy, Pilissy, Kulin és Ghiczy családok is. Ezidőszerint Ghiczy Józsefnek van itt nagyobb birtoka. Itt született 1786 május 30-án Fáy András, kinek szülőházát emléktáblával jelölték meg. Ez a ház most szintén Ghiczy József tulajdona. Spanyolrét nevű dűlője jelentőséggel látszik bírni. A faluban nincs templom.”
A trianoni diktátumig Zemplén vármegye Gálszécsi járásához tartozott.
1948-ban csatolták Gálszécshez.

## Népessége
| Év:            | 1994. | 2004.   | 2014.   | 2024.   |
| -------------- | ----- | ------- | ------- | ------- |
| Emberek száma: | 7348  | 7882    | 8352    | 8538    |
| Eltérés:       |       | +7,26 % | +5,96 % | +2,22 % |

| Év:            | 2023. | 2024.   |
| -------------- | ----- | ------- |
| Emberek száma: | 8539  | 8538    |
| Eltérés:       |       | -0,01 % |

1880-ban 3134 lakosából 1725 szlovák, 771 német és 503 magyar anyanyelvű; ebből 1108 római katolikus, 1015 izraelita, 843 görög katolikus, 118 református és 50 evangélikus vallású volt. Kohány 880 lakosából 803 szlovák és 48 magyar anyanyelvű volt.
1890-ben 3053 lakosából 1760 szlovák és 557 magyar anyanyelvű volt. Kohányt 870-en lakták, ebből 678 szlovák és 184 magyar anyanyelvű.
1900-ban 3173-an lakták, ebből 1690 szlovák és 1170 magyar anyanyelvű. Kohány 760 lakosából 699 szlovák és 45 magyar anyanyelvű volt.
1910-ben 3284-en lakták: 1442 magyar, 1416 szlovák, 288 német és 133 egyéb anyanyelvű; ebből 1342 római katolikus, 945 izraelita, 845 görög katolikus, 121 református és 31 evangélikus vallású volt. Kohányt 755-en lakták, ebből 616 szlovák és 112 magyar anyanyelvű.
1921-ben 3380 lakosából 2285 csehszlovák, 579 zsidó és 387 magyar. Kohány 851 lakosából 823 csehszlovák és 17 magyar.
1930-ban 3930-an lakták, ebből 2644 csehszlovák és 251 magyar. Kohány 939 lakosából 867 csehszlovák, 21 zsidó és 50 személy állampolgárság nélküli volt.
1991-ben 6705 lakosából 6542 szlovák és 14 magyar volt.
2001-ben 7819 lakosából 7498 szlovák és 17 magyar.
2011-ben 8236-an lakták: 6223 szlovák, 1308 cigány és 19 magyar.
2021-ben 8526 lakosából 7444 szlovák, 574 cigány, 30 cseh, 13 ukrán, 13 ruszin, 11 magyar (0,11%), 7 vietnami, 1 lengyel, 1 orosz, 1 szerb, 11 egyéb, 420 ismeretlen nemzetiségű.

## Neves személyek
- Itt (Kohányban) született 1786. május 30-án Fáy András jogász, a Pesti Hazai Első Takarékpénztár alapítója, közigazgatási szakember, irodalmár, egyházkerületi tanácsbíró.
- Itt született 1788-ban Breznay István orvos, Zemplén vármegye főorvosa, szakíró.
- Itt született 1797-ben Breznay Pál református lelkész, líceumi tanár.
- Itt született 1812-ben Peregriny Elek pedagógus, író, a Magyar Tudományos Akadémia levelező tagja, nevelő.
- Itt született 1815-ben Császár Pál református lelkész.
- Itt született 1853-ban Molnár Viktor jogi doktor, főispán.
- Itt született 1865-ben Molnár Béla országgyűlési képviselő.
- Itt született 1871-ben Emery Roth (Róth Imre) magyarországi zsidó származású amerikai építész, New York meghatározó lakóépületeinek, hoteleinek, felhőkarcolóinak tervezője.
- Itt szolgált Gálszécsi István (?–1543) tanító, reformátor, prédikátor. A legrégibb ismert magyar kottás énekeskönyv szerzője.
- Itt szolgált Szabó Endre (1849-1924) költő, író, hírlapíró, műfordító. A Petőfi Társaság tagja.
- Itt szolgált Péter Mihály (1867-1932) református lelkész, püspök, egyháztörténész.

## Nevezetességei
- Szűz Mária tiszteletére szentelt, római katolikus temploma 1494-ben, gótikus stílusban épült. Később többször átépítették, legutóbb a II. világháború után, 1954-ben újították.
- Görögkatolikus temploma 1757-ben készült, 1954-ben újjáépítették.
- Református temploma 1623-ban épült, a 19. században megújították.
- Kastélya a 19. század első felében épült, a második világháborúban jelentős károkat szenvedett.
- A római katolikus templom előtt álló Pieta szobor 18. századi alkotás, eredetije ma a templomban van. A templom előtt a másolata áll.
- A zsinagóga 1873-ban létesült.